# Lumix (диджей)
Лука Михльмайр (нем. Luca Michlmayr; род. 23 июля 2002) — австрийский диджей и музыкальный продюсер. Представитель Австрии на песенном конкурсе Евровидение 2022 вместе с Пиа Марией с песней «Halo». Наиболее известен своими хитами «Monster» (с Габри Понте), «The Passenger» (с Ponte & D.T.E. вместе с MOKABY) и «Thunder» (с Ponte и Джорджио Презиозо).

## Биография
Лука Михльмайр, он же LUM!X, начал самостоятельно создавать музыку в 11 лет, загружая бутлеги и собственные песни на SoundCloud и YouTube. Шведский независимый лейбл и сеть Bounce United обратили на него внимание и подписали с ним контракт. В мае 2018 года Михльмайр выпустил там свой дебютный сингл «Underground», который он продюсировал в сотрудничестве с испанским музыкантом Мохой. По случаю достижения 700 тысяч подписчиков на официальном канале YouTube Bounce United спродюсировал песню «Bounce United (700K)». Всего через несколько месяцев последовал трек Bounce United (1 миллион), который он продюсировал вместе с генеральным директором лейбла Гелионом, а также Майком Эмилио.
В начале 2019 года через шведский лейбл Nelation появились синглы «Jägermeister» и «Waiting for Me», первоначально выпущенные на SoundCloud и YouTube ещё в 2017 году. После того, как его бутлег песни Meg & Dia Monster стал вирусным хитом на YouTube, он смешал её с итальянским музыкантом Габри Понте и выпустил новую версию на Spinnin’ Records как сингл. Благодаря этому ему удалось совершить международный прорыв, и в результате он смог занять место в нескольких европейских одиночных чартах. За более чем 400 000 единиц этого сингла, проданных в Германия, Михльмайр получил платиновую пластинку от Федеральной ассоциации музыкальной индустрии. С более чем 70 неделями в немецких сингл-чартах Monster также является одной из песен, которые дольше всего задерживались в немецких сингл-чартах.
В январе 2020 года он снова вместе с Понте выпустил сингл «The Passenger (LaLaLa)», кавер-версию одноимённой песни Игги Попа, которая также смогла войти в синглы Германии и Австрии и принесла ему несколько наград за запись. В сентябре 2020 года последовало третье сотрудничество с Понте под названием «Scare Me». В этом также участвовали американский продюсер KSHMR и Карра.
LUM!X участвовал в конкурсе песни «Евровидение-2022» года в Турине от Австрии вместе с певицей Пиа Марией. Они исполнили песню «Halo», выпущенную в марте 2022 года. Им не удалось пройти в финал.